# Michael Zahrnt
Michael Zahrnt (* 29. Juni 1940 in Wien) ist ein deutscher Althistoriker.
Der älteste von vier Söhnen des Theologen Heinz Zahrnt und dessen Ehefrau Dorothee Zahrnt, geborene Meyer, arbeitete nach seinem Studium der Klassischen Philologie an den Universitäten Kiel und München als wissenschaftlicher Assistent an der Universität Kiel. Dort wurde er 1969 bei Horst Braunert mit einer althistorischen Dissertation mit dem Titel Olynth und die Chalkidier. Untersuchungen zur Staatenbildung auf der Chalkidikischen Halbinsel im 5. und 4. Jahrhundert v. Chr. promoviert. Anschließend war er in Kiel als Assistent Braunerts tätig und habilitierte sich 1980 – ebenfalls im Fach Alte Geschichte – mit einer epigraphischen Studie zur Städtepolitik des Kaisers Hadrian, die unpubliziert blieb. Von 1982 bis zu seiner Emeritierung 2005 war er C3-Professor für Alte Geschichte an der Universität zu Köln; inzwischen lebt Zahrnt wieder in Kiel. Viele seiner zahlreichen Aufsätze veröffentlichte Zahrnt in der bedeutenden althistorischen Zeitschrift Chiron. Einen Beitrag über Antinoupolis steuerte er zum Großprojekt Aufstieg und Niedergang der römischen Welt bei. Er ist seit 1996 korrespondierendes Mitglied des Deutschen Archäologischen Instituts.

## Schriften (Auswahl)

### Monographien
- Olynth und die Chalkidier. Untersuchungen zur Staatenbildung auf der Chalkidikischen Halbinsel im 5. und 4. Jahrhundert v. Chr. C.H. Beck, München 1971 (Vestigia, Bd. 14) ISBN 3-406-03097-1
- Ktistes – Conditor – Restitutor. Untersuchungen zur Städtepolitik des Kaisers Hadrian. Unpublizierte Habilitationsschrift, Kiel 1979.
- Die Römer im Land Alexanders des Großen. Geschichte der Provinzen Macedonia und Epirus. von Zabern, Mainz 2010, ISBN 978-3-8053-4188-2. (Rezension)

### Wichtige Aufsätze
- Hellas unter persischem Druck? Die griechisch-persischen Beziehungen in der Zeit vom Abschluß des Königsfriedens bis zur Gründung des Korinthischen Bundes. In: Archiv für Kulturgeschichte, Bd. 65 (1983), S. 249–306.
- Versöhnen oder Spalten? Überlegungen zu Alexanders Verbanntendekret. In: Hermes, Bd. 131 (2003), S. 407–432.
- Marathon - das Schlachtfeld als Erinnerungsort, einst und jetzt. In: Elke Stein-Hölkeskamp und Karl-Joachim Hölkeskamp (Hrsg.): Die griechische Welt. Erinnerungsorte der Antike. C.H.Beck, München 2010, S. 114–127, ISBN 978-3-406-60496-6
- Das megarische Psephisma und der Ausbruch des Peloponnesischen Krieges. In: Historische Zeitschrift, Bd. 291 (2010), S. 593–624.
- Das Königreich Makedonien - vor und nach Philipp II. In: Michael Gehler/Robert Rollinger (Hrsg.): Imperien des Altertums, mittelalterliche und frühneuzeitliche Imperien. Harrassowitz, Wiesbaden 2014, S. 363–386.